# Husqvarna Garden

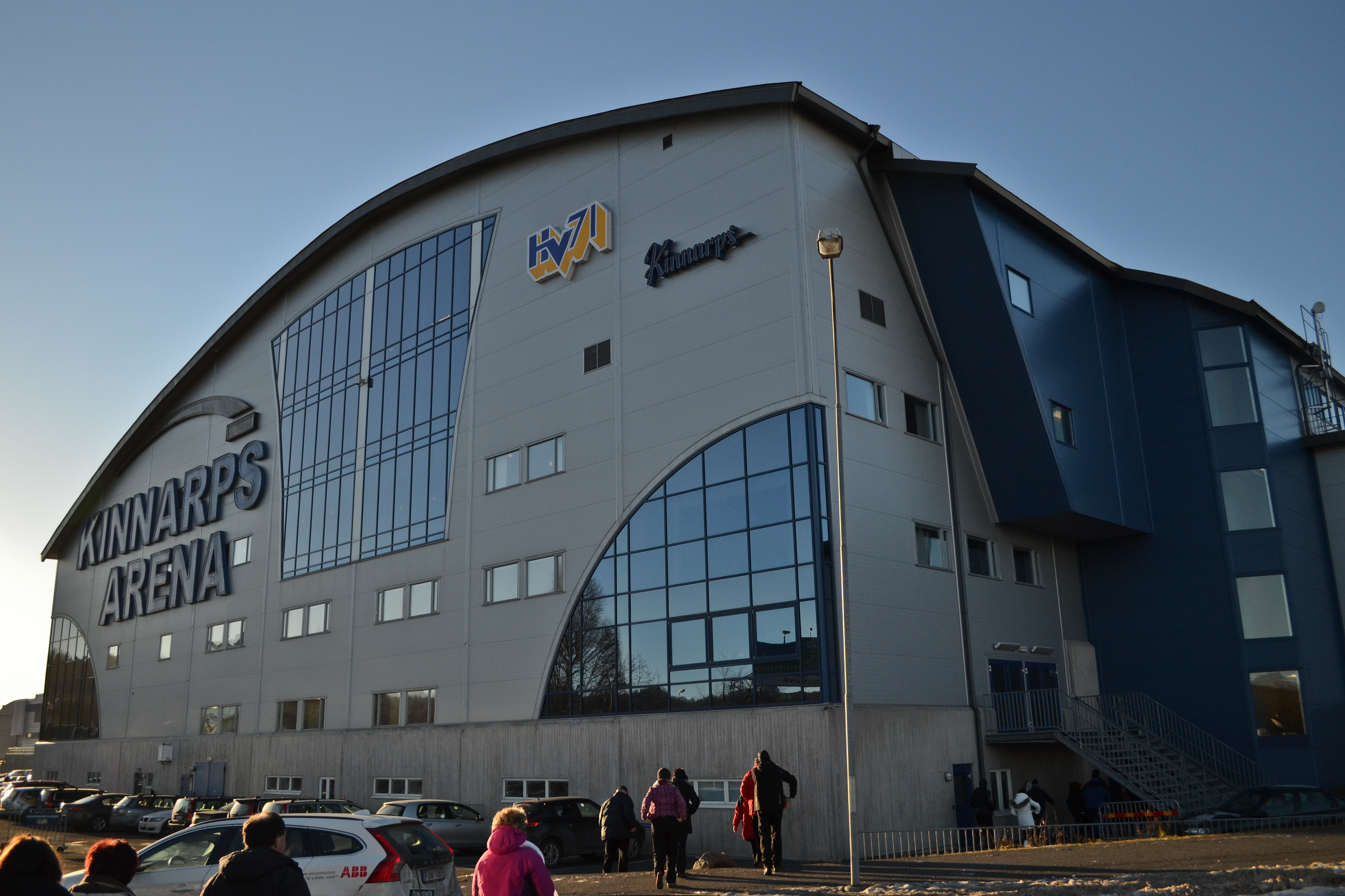
Domácí stadion HV 71

Husqvarna Garden je hokejový stadion nacházející se ve švédském městě Jönköpingu.
Aréna je postavena v Rosenlundu, která je částí města Jönköping. Postavena byla v rozmezí 19. září 1999 a září 2000. Nachází se na místě původní arény Rosenlundshallen, která byla v roce 1999 zbourána. Aréna je domovským stánkem hokejistů HV 71.

## Rekonstrukce
V květnu roku 2001 byla k aréně dostavěna další tréninková hala, která měla pomoci zlepšit podmínky pro mládežnické týmy HV 71.
Na přelomu let 2003 a 2004 došlo k velké úpravě. Celá aréna byla zmodernizována, její kapacita byla rozšířena o 1000 míst, nově vybudována byla restaurace, kavárna, sportovní bar a nová konferenční místnost.
Před sezónou 2007/2008 zde byl nainstalován nový LED ukazatel skóre společnosti Daktronics.

## Významné sportovní podniky
- Karjala Cup 2000
- Mistrovství Evropy v házené 2002
- Mistrovství světa v ledním hokeji 2002
- Světový pohár v házené 2004
- Karjala Cup 2005